# Nyhavn Rejser
Nyhavn Rejser er et dansk rejsebureau der udbyder rejser til hele verden. Specialafdelingen Nyhavn Erhvervs- og Grupperejser arrangerer kongres-, konference- og incentiverejser. Nyhavn Rejser beskæftiger ca. 65 medarbejdere og har til huse på Folke Bernadottes Allé 7 på Østerbro i København.
Virksomheden blev etableret 1. maj 1988, og blev i 1992 overtaget af den daværende direktør Henrik Fuglsang og hans bror. Dengang var Nyhavn Rejser en nichevirksomhed med speciale i krydstogter og rejser til USA, Mexico, Caribien og Hawaii. I dag arrangerer rejsebureauet rejser til den meste af verden. 
Nyhavn Rejser er i dag 100 % ejet af Aller Media, der indtrådte i ejerkredsen august 2014.